# 영태 (남제)
영태(永泰, 498년 4월 ~ 12월)는 남제(南齊) 명제(明帝) 소란(蕭鸞)의 두번째 연호이다. 9개월 동안 사용하였다. 498년 7월, 명제의 뒤를 이어 즉위한 후폐제(後廢帝) 소보권(蕭寶卷)이 남은 6개월 동안 이어서 사용하였으며 499년에 개원하였다.

## 개원
- 건무(建武) 5년 4월 3일[1](498년 5월 9일)에 연호를 영태(永泰)로 개원함.[2][3][4][5]

- 영태(永泰) 2년 1월 1일[6](499년 1월 28일)에 연호를 영원(永元)으로 개원함.[7][3][8][5]

## 연대 대조표
| 영태        | 원년            |
| 서기        | 498년           |
| 간지        | 무인(戊寅)      |
| 북위 (北魏) | 태화(太和) 22년 |

## 동시대 연호

### 중국
북위(北魏)
- 태화(太和) (477년 ~ 500년)

### 몽골
유연(柔然)
- 태안(太安) (492년 ~ 505년)

## 같이 보기
- 다른 왕조의 같은 연호
  - 당(唐) 영태(永泰, 765년 ~ 766년)

- 중국의 연호 목록